# Esterhazya nanuzae
Esterhazya nanuzae là loài thực vật có hoa thuộc họ Cỏ chổi. Loài này được V.C.Souza mô tả khoa học đầu tiên năm 2001.

## Hình ảnh

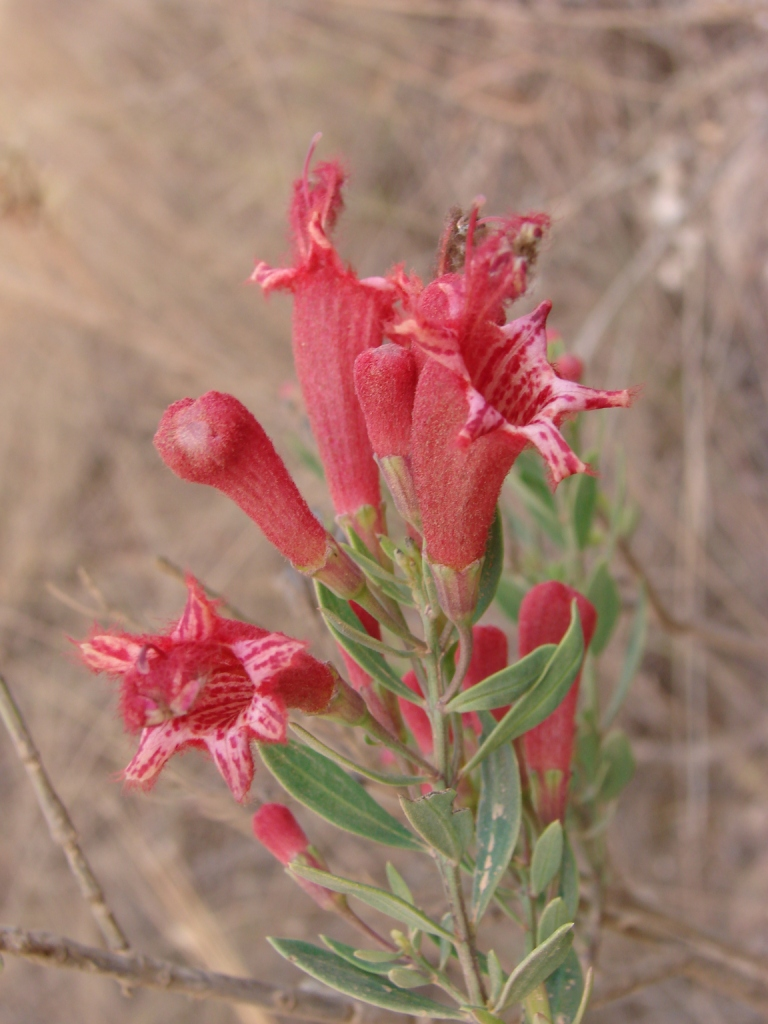
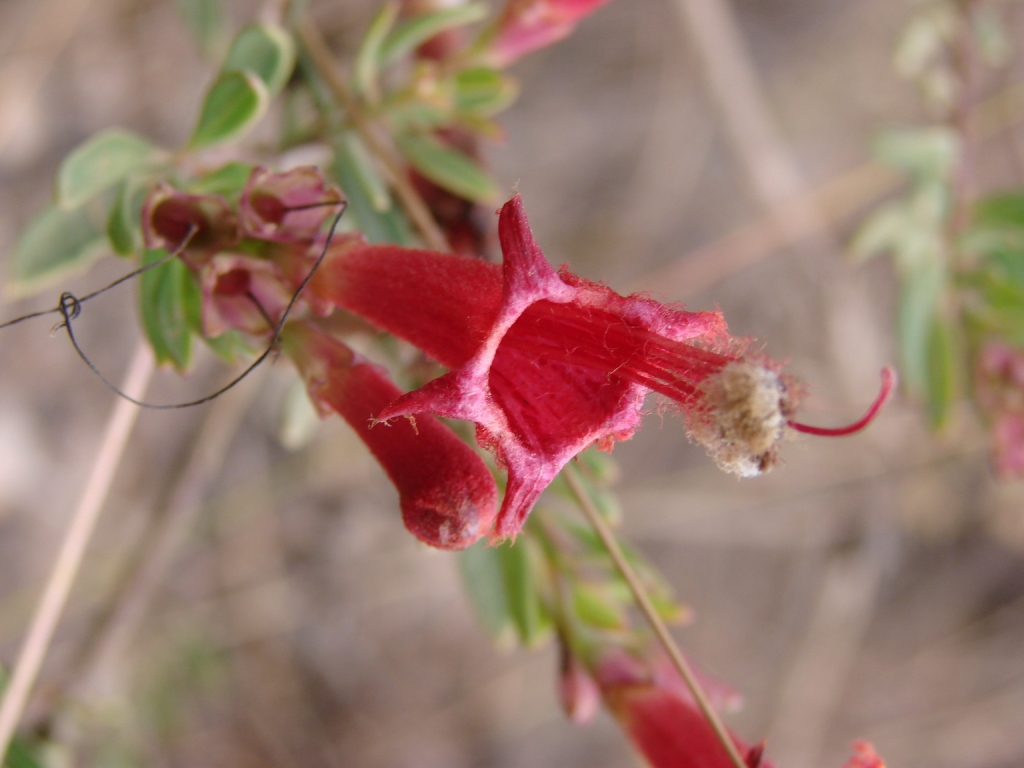